# نللي حنا
نيللي حنا (1942-) هي باحثة تاريخية مصرية متخصصة في التاريخ العثماني للعالم العربي وإسكان الطبقة المتوسطة في القرنين السابع والثامن عشر في القاهرة والتاريخ الاقتصادي والتاريخ الحضري، كما تشغل الآن (عام 2021) منصب أستاذة ورئيسة قسم الحضارات العربية والإسلامية، الجامعة الأمريكية بالقاهرة.

## حياتها
ولدت نيللي حنا لعائلة محافظة من صعيد مصر عام 1942 للميلاد، ودرست في مدارس إنجليزية في مصر لتبدأ دراستها الجامعية ضمن تخصص الأدب الإنجليزي وأنهت المرحلة الجامعية الأولى ثم أكملت الماجستير في الولايات المتحدة الأميركية.
نما الوعي الوطني عند المؤرخة بعد عدة زيارات إلى أميركا. انتقلت بعدها للدراسة الجامعية في اللغة العربية وآدابها في الجامعة الأميركية بالقاهرة، ومنها أكملت التخصص في التاريخ العثماني في فرنسا وتتلمذت على يد المؤرخ والمستشرق الفرنسي أندريه رايموند، أنهت دراساتها بدرجة دكتوراه دولة من جامعة البحر المتوسط في فرنسا.

### حياتها العملية
تعمل نللي حنا أستاذة فخرية في الجامعة الأمريكية في القاهرة منذ العام 1991 حتى 2021 م، بينها عدة سنوات طُلبت أستاذاً ضيفاً وبروفيسور لمدرسة الدراسات العليا في العلوم الاجتماعية (شهري مايو ويونيو عام 1998)، وأيضاً في جامعة هارفارد (يناير حتى يونيو 2001).
كانت أستاذة ضيفة أيضاً في جامعة واسيدا في طوكيو باليابان (ديسمبر 2008 حتى يناير 2009).

## أقوال
- «الذي بنى مصر مش السلاطين إنما بسطاء مصر»

## الكتابات البحثية
```
للكاتبة مئات الرسائل البحثية، نذكر منها:
[
2
]
[
3
]
```

- Literacy and the ‘great divide’ in the Islamic world, 1300–1800, Journal of Global History, 2007,من صفحات 175–194
- The Chronicles of Ottoman Egypt: History or Entertainment
- Guild Waqf: between Religious Law and Common Law,” in Held in Trust, American University in Cairo Press, Cairo, 2011, الصفحات 165-189، تحرير باسكال غزالة.
- Self Narratives in Arabic Texts 1500-1800
- Culture in Ottoman Egypt
- Love and money in eighteenth century literature

## كتب المؤلفة
| صورة الغلاف | عنوان الكتاب                                                                                           | عنوان الكتاب بالعربية                                                   | تاريخ الكتاب | دار النشر                          | لغة الكتاب    | معرّف الكتاب                   |
| ----------- | --- | ----------------------------------------------------------------------- | ------------ | ---------------------------------- | ------------- | ----------------------------- |
|             | (بالإنجليزية: An urban history of Būlāq in the Mamluk and Ottoman periods)‏                             |                                                                         | 1983         | المعهد الفرنسي للآثار الشرقية      | الإنجليزية    | دُوِي:10.1017/S0020743800030555 |
|             | (بالإنجليزية: Construction work in Ottoman Cairo : 1517-1798.)‏                                         |                                                                         | 1984         | المعهد الفرنسي للآثار الشرقية      | الإنجليزية    | دُوِي:10.1017/S0041977X00043044 |
|             | (بالفرنسية: Habiter au Caire : la maison moyenne et ses habitants aux XVIIe et XVIIIe siècles)‏         | بيوت القاهرة في القرنين السابع عشر والثامن عشر - دراسة اجتماعية معمارية | 1991         | المعهد الفرنسي للآثار الشرقية      | الفرنسية      | (ردمك 9782724701104)          |
|             | (بالإنجليزية: The State and its servants : administration in Egypt from Ottoman times to the presents)‏ |                                                                         | 1995         | منشورات الجامعة الأمريكية بالقاهرة | الإنجليزية    | (ردمك 9789774243646)          |
|             | (بالإنجليزية: Making big money in 1600 : a biography of Isma'il Abu Taqiyya, Shahbandar al-Tujjar)‏     |                                                                         | 1997         | Syracuse University Press          | الإنجليزية    | (ردمك 9780815627494)          |
|             | (بالإنجليزية: Tujjār al-Qāhira fī al-ʿaṣr al-ʿuthmānī : sīra Abī Ṭāqiyya Shahbandar)‏                   | تجار القاهرة في العصر العثماني: سيرة أبي طاقية شاهبندر التجار           | 2007         | الهيئة المصرية العامة للكتاب       | العربية       | (ردمك 9789774198595)          |
|             | (بالإنجليزية: Artisan entrepreneurs in Cairo and early modern capitalism (1600-1800))‏                  | حرفيون مستثمرون بواكير تطور الرأسمالية في مصر                           | 2011         | Syracuse University Press          | الإنجليزية    | (ردمك 9780815632795)          |
|             | (بالإنجليزية: Miṣr umm al-dunyā : qiṣṣat al-Qāhirah fī 1300 ʻām)‏                                       | مصر أم الدنيا قصة القاهرة في 1300 عام                                   | 2012         | الهيئة المصرية العامة للكتاب       | اللغة العربية | (ردمك 9789772072064)          |
|             | (بالإنجليزية: Ottoman Egypt and the Emergence of the Modern World: 1500-1800)‏                          |                                                                         | 2014         | الجامعة الأمريكية بالقاهرة         | الإنجليزية    | (ردمك 9789774166648)          |
|             | (بالإنجليزية: Money, land and trade : an economic history of the Muslim Mediterranean)‏                 |                                                                         | 2014         | I.B. Tauris,                       | الإنجليزية    | (ردمك 9780857714862)          |

- جدل الموضوعية والذاتية في كتابة تاريخ مصر : دراسات مهداة إلى المؤرخة الكبيرة نللي حنا[17]، للمؤرخ ناصر أحمد إبراهيم أستاذ التاريخ الحديث والمعاصر في جامعتي القاهرة وقطر.[18]

1. ↑   https://www.theses.fr/1989AIX10011. {{استشهاد ويب}}: |url= بحاجة لعنوان (مساعدة) والوسيط |title= غير موجود أو فارغ (من ويكي بيانات) (مساعدة)
2. ↑  
"أكاديميا". أكاديميا (بالإنجليزية). Archived from the original on 2021-06-01. Retrieved 2021 يونيو 01. {{استشهاد ويب}}: تحقق من التاريخ في: |تاريخ الوصول= (help)
3. ↑  
Google scholar. "Nelly Hanna". Google scholar (بالإنجليزية). Archived from the original on 2021-06-01. Retrieved 2021 يونيو 01. {{استشهاد ويب}}: تحقق من التاريخ في: |تاريخ الوصول= (help) and |مؤلف= باسم عام (help)
4. ↑  
جامعة كامبريدج (2009 يناير 29). "Nelly Hanna, An Urban History of Būlāq in the Mamluk and Ottoman Periods, Supplément aux Annales Islamologiques, No. 3 (Cairo: Institut Français d'Archéologie Orientale, 1983)". جامعة كامبريدج (بالإنجليزية). Archived from the original on 2021-06-01. Retrieved 2021 يونيو 01. {{استشهاد ويب}}: تحقق من التاريخ في: |تاريخ الوصول= and |تاريخ= (help)
5. ↑  
Canadian Conservation Institute (2017 أغسطس 01). "Citation "Construction work in ottoman cairo (1517-1798)"". Canadian Conservation Institute (بالإنجليزية). Archived from the original on 2021 يونيو 01. Retrieved 2021 يونيو 01. {{استشهاد ويب}}: تحقق من التاريخ في: |تاريخ الوصول=, |تاريخ=, and |تاريخ أرشيف= (help)
6. ↑  
Library of Congress (1995). "Bibframe Work". LoC (بالإنجليزية). Archived from the original on 2021-06-01. Retrieved 2021 يونيو 01. {{استشهاد ويب}}: تحقق من التاريخ في: |تاريخ الوصول= (help)
7. ↑  
حنا, نللي; طوسون, حليم (1991). بيوت القاهرة في القرنين السابع عشر والثامن عشر - دراسة اجتماعية معمارية (بالعربية). Goodreads. p. 1. ISBN:9789775040169. Archived from the original (كتاب مطبوع) on 2021-06-01.{{استشهاد بكتاب}}:  صيانة الاستشهاد: لغة غير مدعومة (link)
8. ↑  
نللي حنا (1995). "The State and its servants : administration in Egypt from Ottoman times to the presents". جامعة كامبريدج (بالإنجليزية). Archived from the original on 2021 يونيو 01. Retrieved 2021 يونيو 01. {{استشهاد ويب}}: تحقق من التاريخ في: |تاريخ الوصول= and |تاريخ أرشيف= (help)
9. ↑  
نللي حنا (1997). "Making big money in 1600 : a biography of Isma'il Abu Taqiyya, Shahbandar al-Tujjar" (بالإنجليزية). Archived from the original on 2021-06-01. Retrieved 2021 يونيو 01. {{استشهاد ويب}}: تحقق من التاريخ في: |تاريخ الوصول= (help)
10. ↑  
Worldcat (2007). "Tujjār al-Qāhira fī al-ʿaṣr al-ʿuthmānī : sīra Abī Ṭāqiyya Shahbandar". Goodreads. مؤرشف من الأصل في 2021 يونيو 01. اطلع عليه بتاريخ 2021 يونيو 01. {{استشهاد ويب}}: تحقق من التاريخ في: |تاريخ الوصول= و|تاريخ أرشيف= (مساعدة)
11. ↑  
اتحاد مكتبات الجامعات المصرية (2007). "تجار القاهرة في العصر العثماني: سيرة أبي طاقية شاهبندر التجار". Goodreads. مؤرشف من الأصل في 2021-06-01. اطلع عليه بتاريخ 2021 يونيو 01. {{استشهاد ويب}}: تحقق من التاريخ في: |تاريخ الوصول= (مساعدة)
12. ↑  
حنا, نللي; السيد, كمال (2011). حرفيون مستثمرون بواكير تطور الرأسمالية في مصر (بالعربية). مصر: المركز القومي للترجمة. p. 1. ISBN:9789777042888. Archived from the original (كتاب مطبوع) on 2021-06-01.{{استشهاد بكتاب}}:  صيانة الاستشهاد: لغة غير مدعومة (link)
13. ↑  
نللي حنا (2012). "Miṣr umm al-dunyā : qiṣṣat al-Qāhirah fī 1300 ʻām". Library of Congress. مؤرشف من الأصل في 2021-06-01. اطلع عليه بتاريخ 2021 يونيو 01. {{استشهاد ويب}}: تحقق من التاريخ في: |تاريخ الوصول= (مساعدة)
14. ↑  
نللي حنا (2012). "مصر أم الدنيا". Goodreads. مؤرشف من الأصل في 2016-12-12. اطلع عليه بتاريخ 2021 يونيو 01. {{استشهاد ويب}}: تحقق من التاريخ في: |تاريخ الوصول= (مساعدة)
15. ↑  
الجامعة الأميركية بالقاهرة (2014). "Ottoman Egypt and the Emergence of the Modern World: 1500-1800". منشورات الجامعة الأمريكية في القاهرة (بالإنجليزية). Archived from the original on 2018 يونيو 10. Retrieved 2021 يونيو 01. {{استشهاد ويب}}: تحقق من التاريخ في: |تاريخ الوصول= and |تاريخ أرشيف= (help)
16. ↑  
الجامعة الأميركية بالقاهرة (2014). "Money, land and trade : an economic history of the Muslim Mediterranean". Goodreads (بالإنجليزية). Archived from the original on 2021-06-01. Retrieved 2021 يونيو 01. {{استشهاد ويب}}: تحقق من التاريخ في: |تاريخ الوصول= (help)
17. ↑  
Library of Congress (2017). "Bibframe Work". LoC (بالإنجليزية). Archived from the original on 1 يونيو 2021. Retrieved 2021 يونيو 01. {{استشهاد ويب}}: تحقق من التاريخ في: |تاريخ الوصول= (help)
18. ↑  
Virtual International Authority File. "Ibrāhīm, Nāṣir Aḥmad". Viaf (بالإنجليزية). Archived from the original on 2021-06-01. Retrieved 2021 يونيو 01. {{استشهاد ويب}}: تحقق من التاريخ في: |تاريخ الوصول= (help) and النص "Balis792632" تم تجاهله (help)